# 麥金萊鎮區 (密蘇里州波爾克縣)
麥金萊鎮區（英語：McKinley Township）是位於美國密蘇里州波爾克縣的一個行政鎮區。

## 地方資料
麥金萊鎮區的面積為100.07平方千米，當中陸地面積為98.41平方千米，而水域面積為1.66平方千米。根據2020年美國人口普查的數據，當地共有人口563人，而人口密度為每平方千米5.63人。